# Quý ông thế giới ngầm
Quý ông thế giới ngầm (tên gốc tiếng Anh: The Gentlemen) là một bộ phim phim hành động hài Anh-Mỹ năm 2019 biên soạn, đạo diễn và sản xuất bởi Guy Ritchie, từ một câu chuyện của Ivan Atkinson, Marn Davies, và Ritchie. Bộ phim có sự xuất hiện của Matthew McConaughey, Charlie Hunnam, Henry Golding, Michelle Dockery, Jeremy Strong, Eddie Marsan, Colin Farrell, và Hugh Grant. Câu chuyện nói về một ông trùm cần sa ở Anh tìm cách bán đi cơ ngơi của mình, bắt đầu một chuỗi các âm mưu và thủ đoạn nhằm phá hoại anh.
Quý ông thế giới ngầm ra mắt ở Rạp chiếu phim Curzon Mayfair ngày 3 tháng 12 năm 2019, và được công chiếu tại Anh ngày 1 tháng 1 năm 2020, tại Mỹ từ ngày 24 tháng 1 năm 2020, bởi STXfilms. Bộ phim nhận được đánh giá tích cực của các nhà phê bình. Bộ phim cũng thành công về mặt thương mại, thu về 115 triệu USD trên toàn cầu so với mức kinh phí 22 triệu USD.

## Cốt truyện
Dave Bự (Eddie Marsan), biên tập viên của tờ báo khổ nhỏ Daily Print, bị ông hoàng cần sa Mickey Pearson phớt lờ ở một buổi tiệc và thuê thám tử Fletcher, điều tra mối liên hệ giữa Pearson với Công tước Pressfield, một Nam tước với người con gái nghiện heroin. Fletcher đề xuất bán những phát hiện của mình (được đánh thành một kịch bản có tiêu đề Bush) cho cánh tay phải của Pearson, Raymond, với giá 20 triệu bảng Anh.
Sinh ra trong nghèo khó ở Mỹ, Pearson nhận được một học bổng Rhodes đến Đại học Oxford, nơi ông bắt đầu bán cần sa cho những sinh viên khác trước khi bỏ học và gầy dựng đế chế tội phạm của mình. Ông dự kiến bán cơ đồ của mình cho tỷ phú người Mỹ Matthew Berger với giá 400 triệu bảng Anh để ông sống yên ổn với vợ, Rosalind. Pearson dẫn Berger tham quan một trong những phòng thí nghiệm nơi ông trồng cần sa. Pearson sau đó gặp Mắt Ráo, một trùm dưới cho ông trùm Trung Quốc Lord George. Mắt Ráo ngỏ ý muốn mua gia tài của Pearson, nhưng bị từ chối. Trang trại của Pearson sau đó bị đột nhập bởi nhóm các võ sĩ MMA nghiệp dư và YouTuber "The Toddlers", những người đã cướp một xe tải cần sa và đăng một video rap lên mạng. Huấn luyện viên của họ, chỉ được gọi là Coach, ra lệnh xóa video và sợ hãi khi biết được số cần sa đó thuộc về Pearson.
Pearson bắt đầu chuyển những doanh trại cần sa của mình ra khỏi những chỗ cũ. Ông cũng đồng ý mang đứa con gái bướng bỉnh của Pressfield về nhà. Raymond đưa Laura về từ một chung cư nơi cô ở cùng vài tên nghiện khác. Tuy nhiên, trong lúc đánh nhau với những bạn phòng của cô, người của Raymond đẩy Aslan, một chàng trai trẻ người Nga, ra ngoài cửa sổ và chết. Mặc dù Laura về nhà với bố mẹ, cô sau đó chết vì quá liều heroin. Coach gặp Raymond, xin lỗi vì hành vi của những học trò của mình, và đề nghị làm cho ông ba việc để chuộc tội. Coach bắt Phuc, tay sai của Mắt Ráo người đã cho nhóm của Huấn luyện viên về vị trí doanh trại cần sa, tuy nhiên Phuc cố chạy trốn và chết. Pearson đe dọa Lord George về việc theo sau doanh trại của ông, và phá hủy một doanh trại heroin của George để trả thù. George mắng Mắt Ráo về hành vi ngoan cố của mình; George gật đầu cho tay sai giết Mắt Ráo, nhưng thay vào đó hắn lại giết George.
Điều Pearson không biết, Mắt Ráo đồng lõa với Berger, người muốn làm gián đoạn công việc kinh doanh của Pearson để giảm giá thành. Mắt Ráo thế chỗ Lord George và vẫn hy vọng chiếm được cơ ngơi của Pearson cho riêng mình. Mắt Ráo cố bắt cóc Rosalind. Raymond giết một tên sát thủ ngay khi hắn chuẩn bị giết Pearson; cả hai chạy đến chỗ Rosalind và giết Mắt Ráo. Fletcher kết thúc câu chuyện và Raymond yêu cầu ông ta ra khỏi nhà.
Fletcher chỉ xác nhận sự nghi ngờ của Pearson về mối liên hệ giữa Mắt Ráo và Berger. Raymond yêu cầu đệ tử của Huấn luyện viên bắt Dave Bự. Họ bỏ thuốc ông và quay ông làm tình với một con lợn, đe dọa công khai nó trên mạng trừ khi ông ngừng cuộc điều tra. Pearson và Berger gặp lại nhau ở một nhà máy cá đông, thực chất là vỏ bọc cho cơ sở phân phối của Pearson. Berger trả giá xuống còn 130 triệu bảng Anh, sau những tai nạn đã diễn ra, nhưng Pearson nói đã biết kế hoạch của Berger, cho ông thấy thi thể của Mắt Ráo và từ chối bán doanh nghiệp của mình. Pearson ép Berger vào trong tủ đông, nơi ông sẽ cóng đến chết trừ khi ông chuyển 270 triệu bảng Anh và 'nửa cân xác thịt' từ chính cơ thể của Matthew để chuộc tội đụng đến Rosalind.
Fletcher tiếp cận Raymond lần thứ hai, nhưng Raymond tiết lộ rằng ông đã theo dõi Fletcher ngay từ ban đầu. Người của Raymond cũng đã đánh cắp toàn bộ chứng cứ của Fletcher sau khi Raymond đặt thiết bị theo dõi vào ông ở lần gặp trước. Fletcher tiết lộ rằng ông cũng bán thông tin cho cha của Aslan, một tên tài phiệt Nga và cựu tình báo KGB. Coach giết hai tên sát thủ Nga được gửi đến để giết Raymond, trong khi Fletcher chạy trốn. Pearson bị bắt cóc bởi hai người Nga khác, nhưng được giải cứu bởi nhóm đệ tử của Coach. Sau đó, Fletcher quyết định bán câu chuyện thành bộ phim cho Miramax. Sau cuộc gặp, ông lên một chiếc taxi, chỉ để nhận ra Raymond ở trên xe. Cuối phim, Pearson và Rosalind trở về cơ ngơi của họ và ăn mừng cùng nhau.

## Diễn viên
- Matthew McConaughey vai Michael 'Mickey' Pearson
- Charlie Hunnam vai Raymond Smith
- Henry Golding vai Mắt Ráo
- Michelle Dockery vai Rosalind Pearson
- Jeremy Strong vai Matthew Berger
- Colin Farrell vai Coach
- Hugh Grant vai Fletcher
- Eddie Marsan vai Big Dave
- Tom Wu vai Lord George
- Bugzy Malone vai Ernie
- Chidi Ajufo vai Bunny
- Jason Wong vai Phuc
- Brittany Ashworth vai Ruby
- Samuel West vai Lord Pressfield
- Eliot Sumner vai Laura Pressfield
- Lyne Renée vai Jackie
- Chris Evangelou vai Primetime
- Franz Drameh vai Benny
- John Dagleish as Hammy
- Danny Griffin vai Aslan

## Sản xuất
Tháng 5 năm 2018, Guy Ritchie thông báo sẽ biên soạn và đạo diễn Quý ông thế giới ngầm, một bộ phim mang sắc thái tương tự như những phim Lock, Stock and Two Smoking Barrels và Snatch trước đó của ông. Dự án được vén màn tại Liên hoan phim Cannes 2018 bởi by CAA Media Finance and Rocket Science trong đó Miramax nắm quyền phân phối. Việc quay phim dự kiến bắt đầu từ tháng 10 năm 2018. Tháng 10 năm đó, Matthew McConaughey, Kate Beckinsale, Henry Golding và Hugh Grant được chọn, với Jeremy Strong, Jason Wong và Colin Farrell tham gia vào tháng 11. Sau đó, Michelle Dockery tham gia, thay thế Beckinsale trong vai diễn của cô. Tháng 12 năm 2018, Lyne Renée cũng tham gia.
Quá trình quay phim chính bắt đầu từ tháng 11 năm 2018. Các địa điểm quay phim bao gồm West London Film Studios, Longcross Studios, quán rượu The Princess Victoria tại Shepherd's Bush, và nghĩa trang Brompton.

## Phát hành
Tháng 2 năm 2019, STX Entertainment giành được quyền phân phối ở Hoa Kỳ từ Miramax với giá 7 triệu đô la Mỹ. Bộ phim ra mắt lần đầu cho khách VIP tại Curzon Mayfair ngày 3 tháng 12 năm 2019. Bộ phim ra rạp ở Anh từ ngày 1 tháng 1 năm 2020 và ở Mỹ từ ngày 24 tháng 1 năm 2020. Hãng phim dành khoảng 25 triệu đô la Mỹ để quảng bá bộ phim.
The Gentlemen ra mắt trên truyền thông tại gia và video theo yêu cầu ngày 24 tháng 3 năm 2020. Bộ phim dự kiến ra mắt trên truyền thông tại gia ngày 7 tháng 4, nhưng lịch được dời sớm hơn do đại dịch COVID-19. Nó được phát hành trên DVD, Blu-ray, và Ultra HD Blu-ray ngày 21 tháng 4 năm 2020 bởi Universal Studios Home Entertainment.
Bộ phim được ra mắt tại Việt Nam với tiêu đề Quý ông thế giới ngầm ngày 21 tháng 2 năm 2020, tại các cụm rạp trên toàn quốc.

## Đón nhận

### Doanh thu
Tính đến  ngày 25 tháng 8 năm 2020, Quý ông thế giới ngầm đã thu về 36,5 triệu USD tại thị trường Mỹ và Canada, và 78,7 triệu USD ở những nước khác, với con số tổng cộng là 115,2 triệu USD.
Tại Hoa Kỳ và Canada, bộ phim được công chiếu cùng với The Turning, và được dự đoán thu về khoảng 10 triệu đô la Mỹ từ 2.100 rạp phim trong hai ngày đầu công chiếu. Bộ phim thu về 3,1 triệu USD ngày thứ nhất, bao gồm 725.000 USD từ buổi chiếu sớm thứ năm, và thu về 10,6 triệu USD trong tuần đầu tiên, đứng thứ tư trong bảng xếp hạng phòng vé. Bộ phim thu về 6 trong tuần thứ hai, đứng thứ năm. Đến tuần thứ ba và thứ tư bộ phim lần lượt thu về 4,2 triệu và 2,7 triệu USD.